# Współistotność

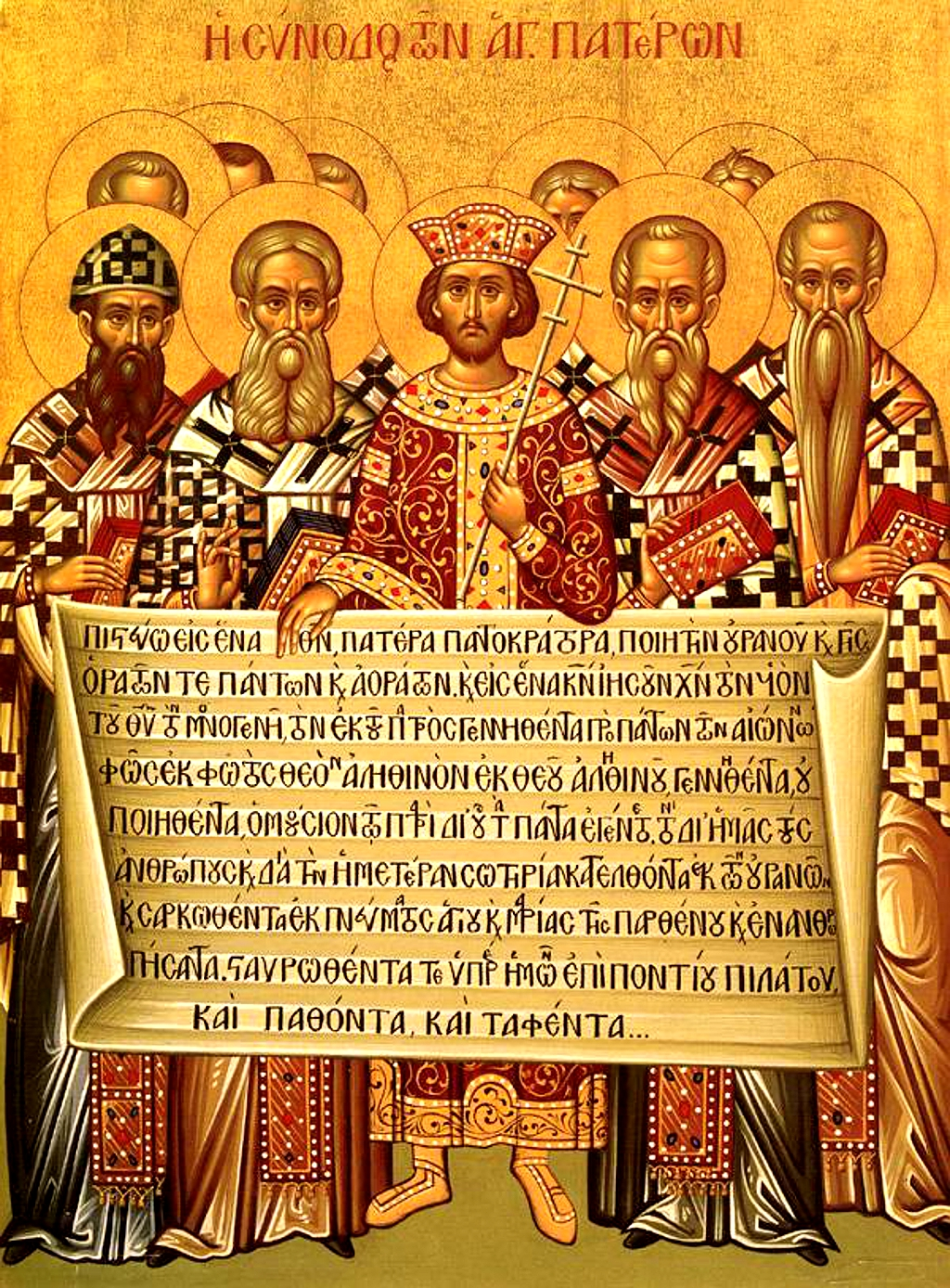
Ikona przedstawiająca ojców soboru nicejskiego (325) z nicejsko-konstantynopolitańskim wyznaniem wiary (381)

Współistotność – wspólność natury. W teologii chrześcijańskiej termin określający relację między osobami Trójcy Świętej. W szczególności precyzował istnienie Ojca i Syna na tym samym poziomie czasowym i natury, gdzie Syn nie miał początku oraz nigdy nie było czasu, w którym nie było Syna. W tym znaczeniu Syn znalazł się na tej samej pozycji co sam Ojciec.
Wyznanie wiary przyjęte przez pierwszy sobór w Nicei w roku 325 określa wiarę w Syna Bożego – Boga prawdziwego, zrodzonego, a nie uczynionego, współistotnego Ojcu (homoousios). Naukę tę rozwija sobór chalcedoński w roku 451.

## Kontrowersje
Pierwszy raz homoousia pojawia się w 325 roku n.e. w nicejskim credo i od razu wywołał skandal, który zakończył się wewnątrzkościelnym podziałem. Kontrowersje wynikały z faktu, iż do dotychczasowej terminologii biblijnej, określającej wyznanie wiary, włączono słownictwo filozofii greckiej. Ta 'nowość' jawiła się jako skandaliczna wielu współczesnym i była przyczyną jednego z najostrzejszych kryzysów, jakich zaznało życie Kościoła. Powstał swego rodzaju uraz: koń trojański filozofii pogańskiej, to znaczy mądrości ludzkiej, uważanej za wroga Mądrości Bożej, został wprowadzony do sanktuarium wyznania wiary. Powody sprzeciwu wynikały głównie z trzech powodów: zbyt materialne skojarzenia, niebiblijny charakter oraz trudności w jego interpretacji. Pisarze chrześcijańscy, jak się zdaje, zapożyczyli ten termin od gnostyków, stąd najsilniejszym powodem do wątpliwości była właśnie gnostycka interpretacja. Jak podaje kardynał Ratzinger, już w połowie III wieku termin homousios został potępiony, a według Focjusza,  podczas kolejnych zgromadzeń biskupi Wschodu zupełnie otwarcie obłożyli klątwą słowo 'współistotny'.

### Ingerencja cesarza
Kontrowersją pozostaje czy na włączenie do wyznania wiary  terminu homoousia miał istotny wpływ  cesarz Konstantyn Wielki. Nie ulega wątpliwości, że na jego polecenie zwołano sobór w Nicei. Wśród historyków Kościoła brak zgodności co do roli Konstantyna; Euzebiusz z Cezarei (który przedstawia to jako zasługę Konstantyna) twierdzi iż była to inicjatywa cesarza, jednak  podkreśla iż Konstantyn posługiwał się argumentami. Tę wersję zdaje się potwierdzać Hermiasz Sozomen Inny historyk starożytny, Filostorgios, przypisuje inicjatywę użycia terminu „współistotny” biskupowi Aleksandrowi z Aleksandrii w porozumieniu z Hozjuszem, ale z kolei (dziś wiemy, że fałszywie) twierdzi iż  Konstantyn wygnał Euzebian po zakończeniu soboru. Z kolei Atanazy w ogóle nie widzi żadnej roli Konstantyna w kształtowaniu zapisów soboru. W końcu Rufin z Akwilei twierdzi że cesarz jedynie poparł już podjętą decyzje Soboru.
Nicejskie Credo zostało uzgodnione niemal jednomyślnie (sprzeciw dwu biskupów). Jednak Euzebiusz z Cezarei podaje, że biskup ariański Euzebiusz podpisał wyznanie wiary zawierające termin homoousia bez przekonania. Inni biskupi – w tym grupa antyariańska – po śmierci Konstantyna wymazali swoje podpisy. Filostorgios twierdzi nawet, że biskupi „ariańscy” posłużyli się podstępem – podpisując wersję uchwały soboru w której wyraz homoousios („współistotny”) zamieniono na „homoiousos” (podobny).

## Pisarze kościelni
Grecki termin filozoficzny ὁμοούσιος – homoousios (współistotny) pojawia się między innymi u Orygenesa, Metodego, czy Euzebiusza. Używany jest w świeckim kontekście o zabarwieniu rodzajowym, stąd nie do przyjęcia w rozumieniu soboru w Nicei. Nie jest do końca pewne, czy Orygenes użył go w opisie relacji Ojca i Syna. Dla Dionizego homoousios był synonimem wyrazów homogenés lub homophyés. Po łacinie termin consubstantialis po raz pierwszy pojawia się u Tertuliana w dziele Przeciw Hermogenesowi (44).